# Démographie de l'Amérique latine

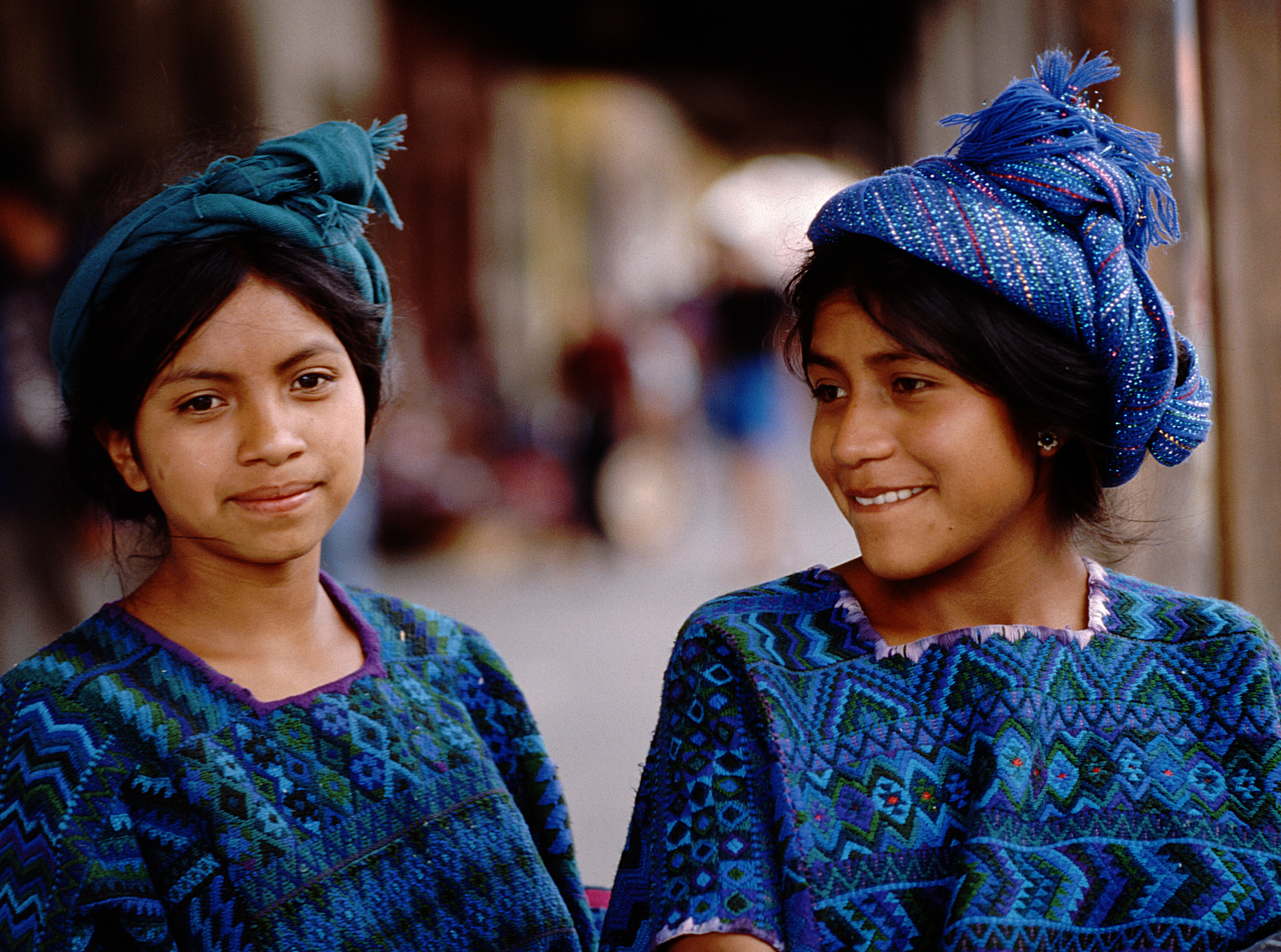
Jeunes femmes à Chichicastenango, au Guatemala.

L'Amérique latine désigne les pays du continent américain où l'on parle espagnol ou portugais. Ses habitants sont les Latino-Américains.

## Histoire
Avant la découverte et exploration de l'Amérique par Christophe Colomb (1492), l'Amérique latine comptait environ 50 millions d'habitants.  Deux foyers de civilisation principaux regroupaient l'essentiel de la population : l'empire inca et l'empire aztèque. À la fin du XVIe siècle, il reste entre 10 et 30 millions d’indigènes. Les maladies, les massacres et l'exploitation des Amérindiens par les Européens expliquent cet effondrement démographique. En 1800, l'Amérique latine ne compte qu'une quinzaine de millions d’habitants.
Dès le XVIe siècle, les Européens déportent des Africains en Amérique latine pour travailler dans les plantations et les mines. Ils sont remplacés au XIXe siècle par des Asiatiques, comme au Pérou.
Depuis 1950, l'Amérique latine a augmenté légèrement sa part de la population mondiale.
| Année | Population de l'Amérique latine | Population mondiale | Part de l'Amérique latine |
| ----- | ------------------------------- | ------------------- | ------------------------- |
| 1950  | 168 821 000                     | 2 536 431 000       | 6,7 %                     |
| 1960  | 220 470 000                     | 3 034 950 000       | 7,3 %                     |
| 1970  | 286 676 000                     | 3 700 437 000       | 7,7 %                     |
| 1980  | 361 253 000                     | 4 458 004 000       | 8,1 %                     |
| 1990  | 442 840 000                     | 5 327 231 000       | 8,3 %                     |
| 2000  | 521 836 000                     | 6 143 494 000       | 8,5 %                     |
| 2010  | 591 352 000                     | 6 956 824 000       | 8,5 %                     |
| 2019  | 648 121 000                     | 7 713 468 000       | 8,4 %                     |

## Population
Les pays d'Amérique latine sont très différemment peuplés. Ainsi, le Brésil compte presque 220 millions d'habitants, alors que l'Uruguay compte moins de 4 millions d'habitants. 
Classement par population (2019) :
1. Brésil : 219 millions
2. Mexique : 131 millions
3. Colombie : 50 millions
4. Argentine : 45,5 millions
5. Pérou : 32 millions
6. Venezuela : 30,7 millions
7. Équateur : 18 millions
8. Guatemala : 17,4 millions
9. Chili : 17,1 millions
10. Haïti : 11,5 millions
11. Bolivie : 11 millions
12. Cuba : 10,9 millions
13. République dominicaine : 10,6 millions
14. Honduras : 8,9 millions
15. Paraguay : 7,2 millions
16. Nicaragua : 6,8 millions
17. Salvador : 6,6 millions
18. Costa Rica : 5 millions
19. Panama : 3,9 millions
20. Uruguay :  3,6 millions

Total : environ 649 millions (en 2019)

## Répartition
La population latino-américaine est inégalement répartie et les densités sont très variables selon les régions.
La population se concentre sur les littoraux,car les migrants européens et africains se sont d'abord installés sur les côtes. Alors que l'intérieur du continent reste presque vide d'homme, à cause des contraintes naturelles (forêt dense, aridité, froides, montagnes, etc.).

## Composition de la population
L'Amérique latine est principalement peuplée de métis, de descendants d'Amérindiens, d'Européens, d'Africains. Plus minoritairement on trouve également des descendants de Japonais (voir l'article de fond : Japonais au Brésil), de Chinois, d'Indiens, de Libanais et de Palestiniens.
Dans le cône Sud, au Costa Rica et à Cuba, une part très importante de la population est d'origine européenne, surtout de descendance espagnole, italienne, française, allemande...

## Religion
Le catholicisme est majoritaire dans tous les pays d'Amérique latine (72%). Le protestantisme évangélique connaît une forte croissance (16%).